# 瓦娜·巴恩
瓦娜·巴恩（羅馬尼亞語：Oana Ban，1986年1月11日—），生于克卢日-纳波卡，罗马尼亚女子竞技体操运动员。她曾經代表罗马尼亚获得2002年世界體操錦標賽平衡木的銀牌、2004年雅典奥运会體操項目女子組团体的金牌。